# دیپا ساهی
دیپا ساهی (انگلیسی: Deepa Sahi؛ زادهٔ ۲ سپتامبر ۱۹۶۵) یک هنرپیشه و تهیه‌کننده اهل هند است. وی از سال ۱۹۸۴ میلادی تاکنون مشغول فعالیت بوده‌است.
از فیلم‌ها یا برنامه‌های تلویزیونی که وی در آن نقش داشته‌است می‌توان به ما اشاره کرد.

## فیلم‌شناسی
فهرست برخی از فیلم‌هایی که دیپا ساهی در آنها به ایفای نقش پرداخته‌است:
- ما
- مایا خانم
- تماس
- هیرو هیرلال
- مرگ یک دکتر
- حالا یا هیچ‌وقت
- ترینترا
- صدمه
- دشمن
- زلزله